# Antingham
Antingham är en ort och civil parish i Storbritannien. Den ligger i grevskapet Norfolk och riksdelen England, i den sydöstra delen av landet. Antingham ligger 34 meter över havet och antalet invånare är 287.
Terrängen runt Antingham är platt. {Närmaste större samhälle är North Walsham, 4,2 km sydost om Antingham. Trakten runt Antingham består till största delen av jordbruksmark.